# Теракт під будівлею телеканалу «Еспресо»
Теракт в Києві на вулиці Міцкевича — терористичний акт, що був здійснений 25 жовтня 2017 року близько 22:05 у Києві поблизу будівлі телеканалу Еспресо TV на вулиці Адама Міцкевича у Солом'янському районі. Внаслідок вибуху загинуло 2 особи — підполковник міліції у відставці Михайло Морміль та охоронець депутата Ігора Мосійчука (РПЛ) Руслан Кушнір, ще 3 отримали поранення — сам депутат, політолог Віталій Бала та випадкова перехожа.

## Хід подій

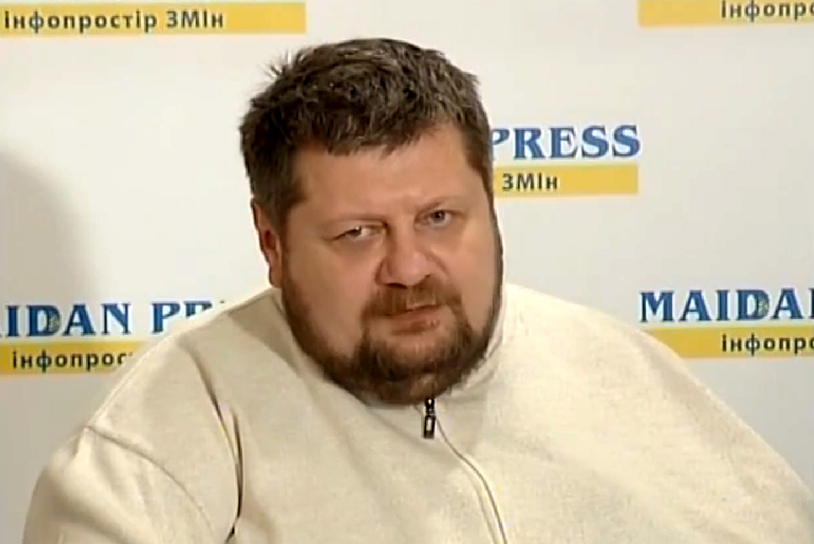
Постраждалий депутат Ігор Мосійчук

25 жовтня, на виході з телеканалу «Еспресо», коли депутат Ігор Мосійчук виходив з будівлі, стався направлений вибух. За попередньою інформацією, був підірваний мотоцикл, який припаркували неподалік від виходу з телеканалу. Внаслідок вибуху від поранень загинуло двоє людей, обидва правоохоронці, а саме 30-річний Руслан Кушнір та 36-річний Михайло Морміль. У СБУ визначили, що вибуховий пристрій містив від 400 до 600 грамів у тротиловому еквіваленті. Також крім депутата та політолога постраждала 56-річна жінка, Надія Тарасенко. Окрім житлових будинків, постраждав технічний ліцей КПІ, розташований поруч. У цій будівлі вибуховою хвилею вибило шибки. Студентів тимчасово перевели до іншого корпусу.
За словами начальника ГУ СБУ в м. Києві та Київській області Сергія Семочко:
|                   | Вибух стався внаслідок приведення в дію саморобного вибухового пристрою спрямованої дії, що знаходився в мопеді, який був умисно припаркований невстановленою особою о 21:50 |
| — Сергій Семочко, | |

Прокуратура Києва розглядає декілька версій слідства: перша версія, яку озвучив сам депутат Мосійчук — діяльність спецслужб РФ, друга версія — політична діяльність пана Мосійчука та його громадська позиція всередині держави, третя версія — замах на особистому ґрунті. Радник глави МВС Іван Варченко заявив, що у вбивстві народного депутата Ігоря Мосійчука був зацікавлений глава Чечні Рамзан Кадиров, є конкретні докази та погрози вбити Мосійчука та деяких його колег. Також розглядаються інші версії злочину.
Слідчими Головного управління СБУ у Києві та області відкрите кримінальне провадження за ст. 258-3 КК України (створення терористичної групи чи терористичної організації).
В лютому 2018 видання INSIDER, з посиланням на власне джерело в СБУ, повідомило, що кілька учасників злочинного угруповання затримані і перебувають у СІЗО. Водночас, ще кілька ймовірних виконавців, а також організаторів, знаходяться на території РФ. Вони є громадянами України.
У лютому 2020 р. чеченський політемігрант Маміхан Умаров в інтерв'ю ютюб-каналу «Свободный» розповів про те, що з 2017 р. співпрацював з українськими спецслужбами, зокрема, попередив Ігоря Мосійчука та Адама Осмаєва про одержання замовлення з Чечні на їх вбивство. Був головним свідком у справах: про напад на Аміну Окуєву і її чоловіка Адама Осмаєва (30 жовтня 2017 року невідомі розстріляли їхнє авто під Києвом — Окуєва загинула, Осмаєв зазнав поранення) та теракту в Києві під телеканалом «Еспресо» (25 жовтня 2017, на тоді ще народного депутата Мосійчука вчинили замах: його поранено, в результаті якого загинули кілька людей).

## Постраждалі

### Загинули
- Руслан Кушнір — 31 рік, поліцейський полку поліції особливого призначення ГУ НП в м. Києві, старший сержант поліції. В правоохоронних органах — з грудня 2006, служив у спецпідрозділі «Беркут». Учасник антитерористичної операції на сході України. З 07.11.2015 проходив службу на посаді поліцейського[8]. Останній місяць виконував завдання з особистої охорони народного депутата Ігора Мосійчука, який звернувся до поліції з проханням про охорону[9][10]. Помер від поранень під час транспортування до лікарні.
- Морміль Михайло Петрович — 36 років, киянин, підполковник міліції у відставці. До 2015 року був співробітником Юридичного департаменту МВС. Після звільнення займався приватною юридичною практикою. Проходив повз місце, де стався вибух[8]. Помер від поранень у лікарні[11][12].

### Поранені
- Ігор Мосійчук — народний депутат України. Поранений, загрози життю немає. Переведений до Інституту Шалімова[13].
- Віталій Бала — відомий політолог, директор Агентства моделювання ситуацій. Поранений, з ушкодженням внутрішніх органів, прооперований у 17-ій лікарні Києва.
- Надія Тарасенко — 56 років, киянка. Поверталась додому з роботи і випадково потрапила в зону теракту. Перебувала в реанімаційному відділенні Київської міської клінічної лікарні швидкої допомоги у вкрай важкому стані — металева кулька пробила голову й на 4 см увійшла у мозок. 27 жовтня прийшла до тями, переведена з реанімації у палату[14][15].